# Academia de Música de Dnipropetrovsk
A Academia de Música de Dnipropetrovsk, também chamada de Conservatório de Dnipropetrovsk desde 2006, é uma universidade musical em Dnipro, Ucrânia, fundada em 1926. A academia oferece diplomas de bacharelato e equivalentes em várias áreas musicais. De acordo com as classificações nacionais ucranianas, a academia está listada entre as cinco principais instituições de ensino superior do país.

## História
A Academia é uma das escolas de música mais antigas da Ucrânia, cujas raízes remontam às aulas de música ministradas em Dnipro desde 1898. A escola começou a funcionar em 1901, e a Academia foi fundada oficialmente em 1926. Em 2006, a Academia oficialmente recebeu o estatuto de Instituição de Ensino Superior do governo da Ucrânia.